# Rode (område)
 For alternative betydninger, se Rode. (Se også artikler, som begynder med Rode)
Rode er en særskilt københavnsk statistisk-administrativ inddelingsenhed, der betegner et område omfattende som regel flere karréer, og som er mindre end et kvarter. Inddelingen i roder var oprindelig af hensyn til skatteopkrævning og indbetaling. I 1925 blev der oprettet rodekontorer til dette formål. Ved århundredeskiftet (1900) var København således inddelt i følgende kvarterer og roder:
1. Øster Kvarter
Nicolai Rode
Gammelholm Rode
2. Vester Kvarter
Rådhusets Rode
Kalvebodernes Rode
3. Nørre Kvarter
Skt. Peders Rode
Bispegårdens Rode
4. Strand Kvarter
ikke underinddelt
5. Snarens Kvarter
ikke underinddelt
6. Klædebo Kvarter
Universitetets Rode
Synagogens Rode
7. Frimands Kvarter
ikke underinddelt
8. Kjøbmager Kvarter
Pilestrædes Rode
Hovedvagtens Rode
9. Rosenborg Kvarter
Trinitatis Kirkes Rode
Reformert Kirkes Rode
10. Sankt Annæ Øster Kvarter
Nyhavns Rode
Marmorkirkens Rode
Amalienborgs Rode
Frederiks Hospitals Rode
11. Sankt Annæ Vester Kvarter
Gotersgades Rode
Frimurerlogens Rode
Kongens Haves Rode
Garnisons Hospitals Rode
Nyboders Rode
12. Christianshavns Kvarter
Frederiks Kirkes Rode
Frelsers Kirkes Rode
Amagerbros Rode
Nyholms Rode
13. Vestervold Kvarter
Vandværkets Rode
Tivolis Rode
Reventlowsgades Rode
14. Nørrevold Kvarter
Peblingesøens Rode
Ørstedsparkens Rode
Frederiksborggades Rode
Kommunehospitalets Rode
15. Østervold Kvarter
Sølvgades Rode
Børnehospitalets Rode
Classens Rode
Citadellets Rode
16. Udenbys Vester Kvarter
Gl. Kongevejs Rode
Sorte Hests Rode
Gasværkets Rode
Skydebanens Rode
Istedgades Rode
Kaalundsgades Rode
Skt. Matthæus Kirkes Rode
Enghavevejs Rode
Kvægtorvets Rode
Vester Fælled Rode
17. Udenbys Klædebo Kvarter
Blaagaards Rode
Kirkegaards Rode
Havremarkens Rode
Ravnsborg Rode
Blegdams Rode
Skt. Hans Rode
Fælled Rode
Østerbros Rode
Kalkbrænderiets Rode
Øresunds Rode
Skt. Jacobs Kirkes Rode
Strandvejens Rode
Lersøens Rode
18. Frihavnskvarteret
ikke underinddelt